# Little Jason Lagoon
Little Jason Lagoon är en lagun i Sydgeorgien och Sydsandwichöarna (Storbritannien). Den ligger i den nordvästra delen av Sydgeorgien och Sydsandwichöarna. Little Jason Lagoon ligger 266 meter över havet.